# Eisenbahnunfall im Congostinas-Tunnel
Beim Eisenbahnunfall im Congostinas-Tunnel geriet am 27. September 1978 in Spanien nach einem Auffahrunfall ein mit Benzin beladener Güterzug der spanischen Staatsbahn RENFE in Brand. Sieben Menschen starben.

## Ausgangslage

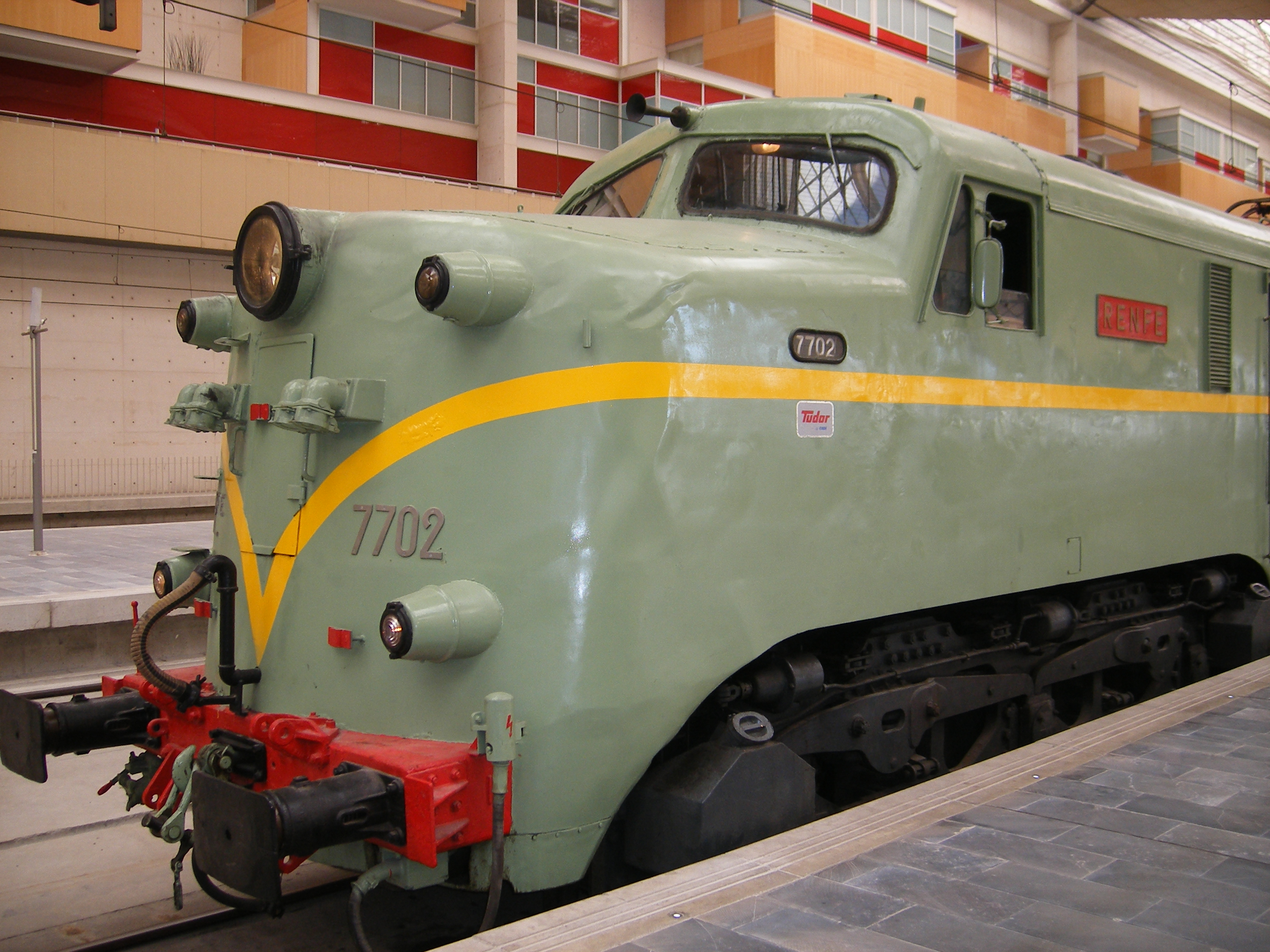
Lokomotive der RENFE-Baureihe 7700

Der Güterzug Nr. 8.542 befuhr in der Nacht die mit 3000 Volt elektrifizierte Bahnstrecke León–Gijón, die im Bereich der Querung des Kantabrischen Gebirges nur eingleisig ausgebaut ist. Die Gebirgsstrecke verläuft durch zahlreiche Tunnel. In Doppeltraktion von den beiden Elektrolokomotiven 7738 und 7764 der RENFE-Baureihe 7700 gezogen, beförderte der Zug 13 Kesselwagen, die mit 700 m³ Diesel und Benzin beladen waren. Er befand sich auf der Fahrt aus Richtung Gijón nach Zamora und hatte gerade den Bahnhof Linares-Congostinas durchfahren. Wenige hundert Meter weiter öffnet sich der 1168 m lange und im Bogen verlaufende Tunnel Nr. 50, der Congostinas-Tunnel.

## Unfallhergang
Mehrmals wurde die Stromversorgung der Lokomotiven des Zuges 8.542 durch Kurzschlüsse unterbrochen, bevor ein solcher Kurzschluss die Stromversorgung endgültig unterbrach. Als der Zug um 2:04 Uhr zum Stehen kam, befand sich die führende Lokomotive wenige Meter vor dem Ausgang des Congostinas-Tunnels und der Zug kam in der Kurve im Tunnel zum Stehen. Was den Kurzschluss verursacht hatte, konnte später nicht mehr festgestellt werden. Möglicherweise war ein Verschlussdeckel einer der Kesselwagen nicht ordnungsgemäß verschlossen und der Oberleitung zu nahe gekommen.
Als Bergungsfahrzeug wurde die allein fahrende Diesellokomotive der 2.143 der RENFE eingesetzt, die auch vier Mitarbeiter der Bahnstromversorgung mitnahm, die feststellen sollten, was das Problem in der Stromversorgung war, das den Güterzug zum Halten zwang. Die Diesellokomotive fuhr in gleicher Fahrtrichtung hinter dem Güterzug her.
Die Leitstelle ordnete an, dass die Diesellokomotive auf Sicht in den von dem Güterzug blockierten Abschnitt einfahren, am Ende des Güterzuges ankuppeln und den havarierten Zug in den Bahnhof zurückziehen sollte. Die Diesellokomotive durchfuhr so den Bahnhof Linares-Congostinas. Offensichtlich gab es aber bei der Kommunikation zwischen dem Lokomotivführer und der Leitstelle ein Missverständnis über den Standort des havarierten Zuges und die Diesellokomotive näherte sich dem in dem Bogen im Tunnel stehenden Güterzug mit zu hoher Geschwindigkeit und prallte gegen 4:30 Uhr auf dessen Ende auf. Kesselwagen entgleisten, wurden beschädigt, der Treibstoff lief aus und entzündete sich sofort explosionsartig. Der Brand im Tunnel erzeugte einen Kamineffekt.

## Folgen
Sieben Eisenbahner starben: Der Lokomotivführer und alle vier Arbeiter auf der Diesellokomotive. Auch Lokomotivpersonal einer der beiden Lokomotiven des Güterzugs, Lokomotivführer und der Beimann, kamen ums Leben. Lokomotivführer und Beimann der zweiten Lokomotive des Güterzugs überlebten, weil sie den Tunnel verlassen hatten.
Der auslaufende Treibstoff brannte zwei Tage lang. Dabei erreichte das Rauchgas eine Temperatur bis zu 1450 °C. Etwa 300 m³ Gestein wurden in einem nicht ausgekleideten Abschnitt des Tunnels aus der Tunnelwand gesprengt und fielen in den Tunnel. Erst als es gelang, das Südportal des Tunnels zuzuschütten, wodurch die Zuführung von Sauerstoff unterbunden wurde, konnte das Feuer gelöscht werden. Die Strecke war etwa drei Wochen lang unterbrochen und wurde am 17. Oktober 1978 wieder freigegeben.